# ND Ilirija 1911
ND Ilirija 1911 is een Sloveense voetbalclub uit de hoofdstad Ljubljana. De club werd in 1911 opgericht en is de oudste van het land. 

## Geschiedenis
Het voetbal kwam naar Ljubljana in het begin van de twintigste eeuw door studenten uit Wenen. De stad was in die tijd de hoofdstad van het hertogdom Krain, een kroonland van Oostenrijk-Hongarije. Op 1911 werd FC Ilirija gesticht, hun eerste terrein was in het Park Tivoli. Op 30 juli 1911 speelde de club haar eerste wedstrijd tegen studentenclub Hermes en kreeg een pak rammel van 18-0. In 1913 fuseerden beide clubs. In deze tijd was er nog geen officiële competitie in Slovenië en er werden voornamelijk vriendschappelijke wedstrijden gespeled tegen de Kroatische clubs Građanski, Concordia en HAŠK. Op 5 augustus 1913 verloren ze met 10-0 tegen het Boheemse Slavia Praag. Na de wedstrijd werd Slavia speler Jirkovský overtuigd om voor de club te komen werken als eerste trainer. Bij het uitbreken van de Eerste Wereldoorlog waren Ilirija en Slovan (opgericht in 1913 en nog steeds actief) de enige twee voetbalclubs van het latere Slovenië en tijdens de oorlog werd er niet gevoetbald. 
Na de oorlog werden beide clubs wel heropgericht in 1919. Als onderdeel van het nieuwe land Koninkrijk der Serven, Kroaten en Slovenen werd er in 1920 in de deelstaat Slovenië voor het eerst een competitie georganiseerd. Ilirija domineerde deze competitie de volgende jaren. In 1923 werd er voor het eerst ook een nationaal kampioenschap gespeeld. De eerste jaren werd dit in bekervorm beslecht. De club verloor vier jaar op rij in de eerste ronde. In 1927 kwam er een competitie met zes clubs die elkaar slechts één keer bekampten en hier werd de club laatste. 
In 1928 doorbrak ASK Primorje de hegemonie van Ilirija in de Sloveense competitie al kon de club in 1930 opnieuw de titel winnen en kon ook daarna nog drie titels vergaren. Midden jaren dertig fuseerde de club met rivaal Primorje tot SK Ljubljana omdat ze beiden financiële problemen hadden. 
Na de oorlog werd de club heropgericht, nu in een buitenwijk van Ljubljana waar ze in 1963 een nieuw stadion bouwden. De club speelde verder in de Sloveense competitie, die als derde klasse fungeerde in de Joegoslavische voetbalpyramide. In 1972 werden ze vicekampioen en in 1986 volgde een degradatie. 
Na de Sloveense onafhankelijkheid in 1991 speelde de club enkele seizoenen in de tweede klasse. In 2017 kon de club opnieuw naar de tweede klasse promoveren en speelde daar twee seizoenen.

## Erelijst
Kampioen Slovenië
1920, 1921, 1922, 1923, 1924, 1925, 1926, 1927, 1930, 1932, 1934, 1935